# 有馬グランドホテル
有馬グランドホテル（ありまグランドホテル）は、兵庫県神戸市北区の有馬温泉にあるリゾートホテル。

## 概要
有馬温泉街と丹波山地を一望できる高台に、1963年に開業したリゾートホテルである。創業者は1868年創業の旅館「中の坊」（株式会社中の坊）で、現在まで一貫して運営を担っている。
現在の主要施設（中央館）は、1997年に開館した。

## 施設一覧
- 建物
  - 中央館 - 地上8階・地下2階　
  - 北館-地上4階・地下2階
  - 東館 - 地上6階
- 客室 - 総客室数228、定員980名、全客室バス・シャワー式トイレ付
  - 北館（新館） - 24室（和洋室スイートうち露天風呂付1）
  - 中央館（新館） - 138室（和室62、和洋室37、ツイン32、シングル6、特別室1）
  - 東館 - 66室（和室8室うち露天風家族風呂4、和洋室48、ツイン10うちテラス付露天風呂2）
- 展望大浴苑「雲海」 - 面積2,272平方メートル、大浴場（男女）、露天風呂（男女）、家族風呂（3室）、木立の湯上りホール
- B2階大浴場「アクアテラス＆スパ　ゆらり」 - 面積3,300平方メートル、大浴場（男女）、露天風呂（男女）、サウナ（男女）、アクアテラス（男女共用水着着用スパ・有料）
- 宴会場
  - 大宴会場 - 340帖、180帖、174帖
  - 中宴会場 - 100帖（2会場）、48帖
- 料亭 - 「六甲苑」20帖～55帖（12室）、「四季亭」6～48帖（13室）
- 会議場 - 大会議室（493平方メートル・シアター形式700名まで）　その他10会議場
- 飲食施設 - レストラン「フィオーレ」（欧風料理）、「華苑」（中国料理）、寿司・懐石「花ぐるま」ほか多数
- パーティールーム「ヴェルデ」
- エステサロン
- ガーデンプール3
- 回遊式庭園
- 神式結婚式場
- チャペル
- ガーデンチャペル
- 茶室「雅中庵」（平成元年開設）
- 駐車場 - 400台（無料）

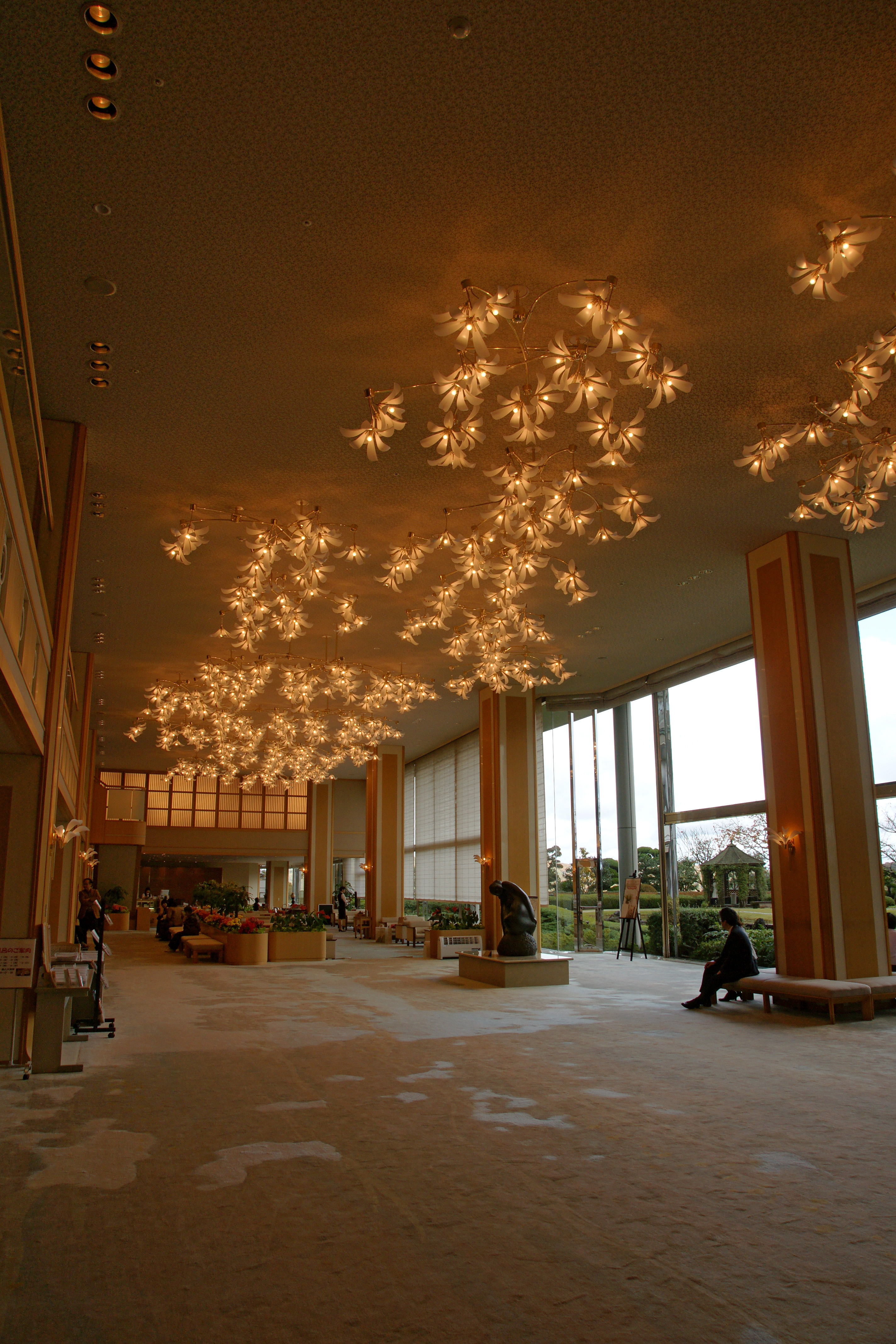
ロビー。こぶしの花型のシャンデリアとエミリオ・グレコの銅像がある。
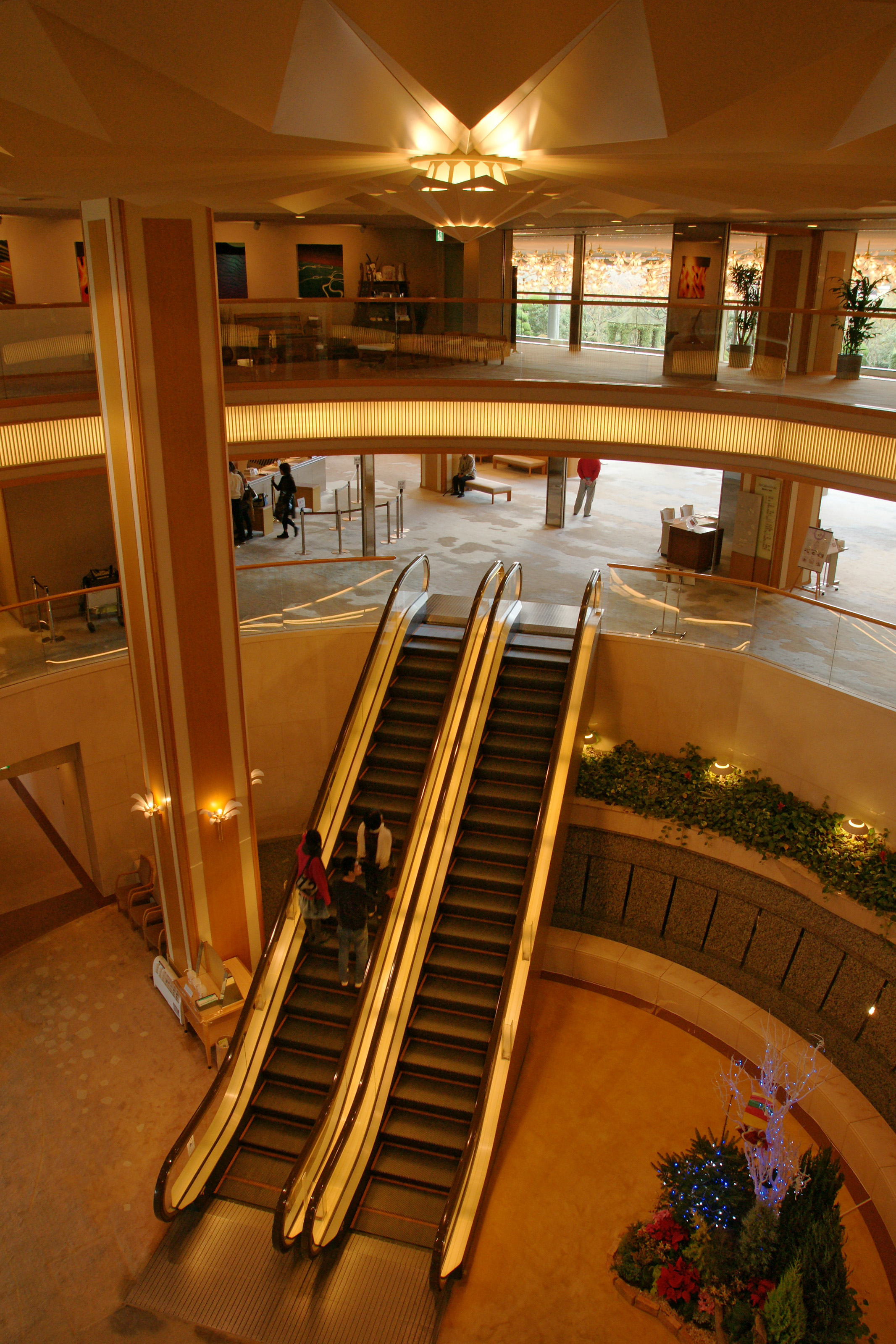
エントランスホール
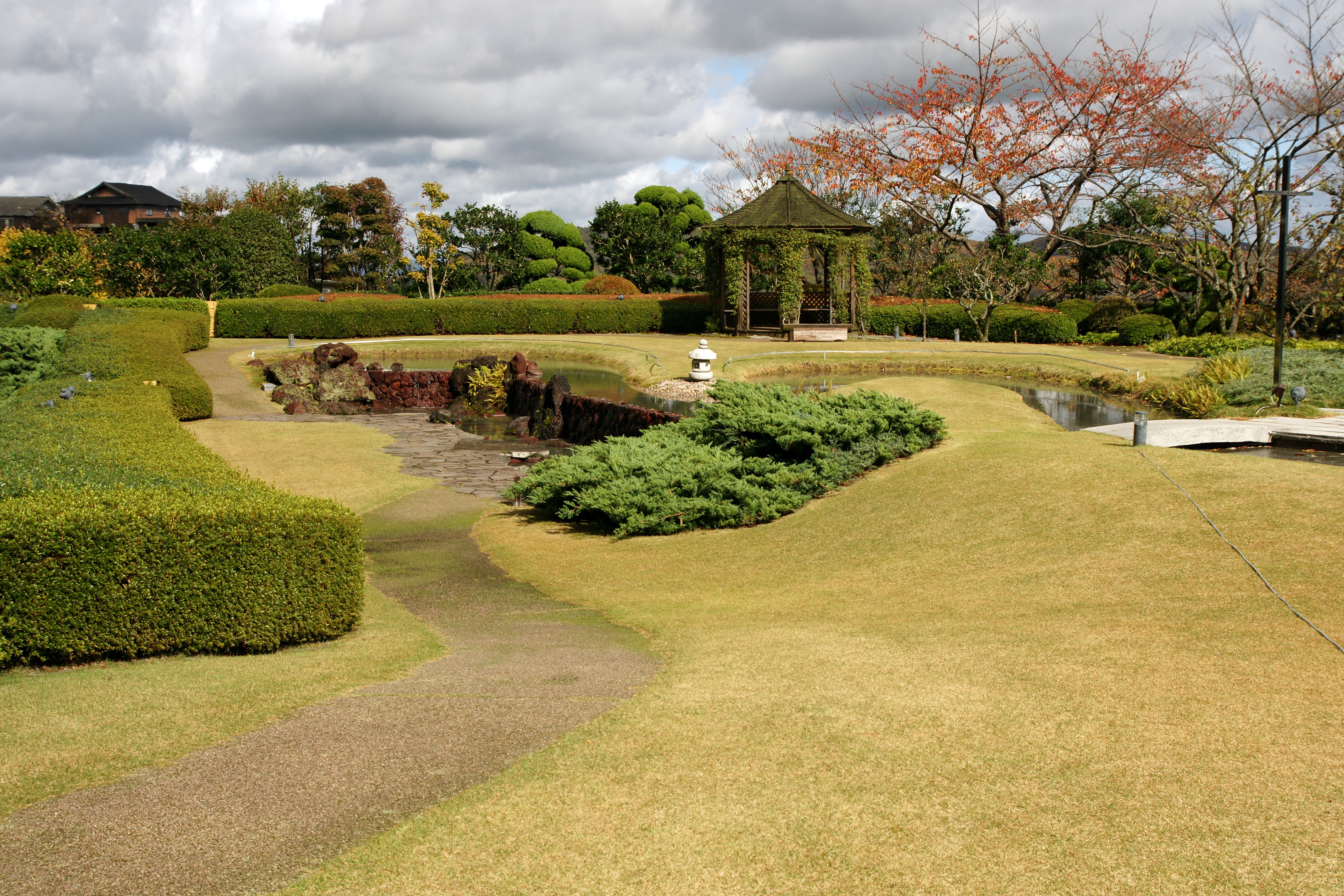
回遊式庭園
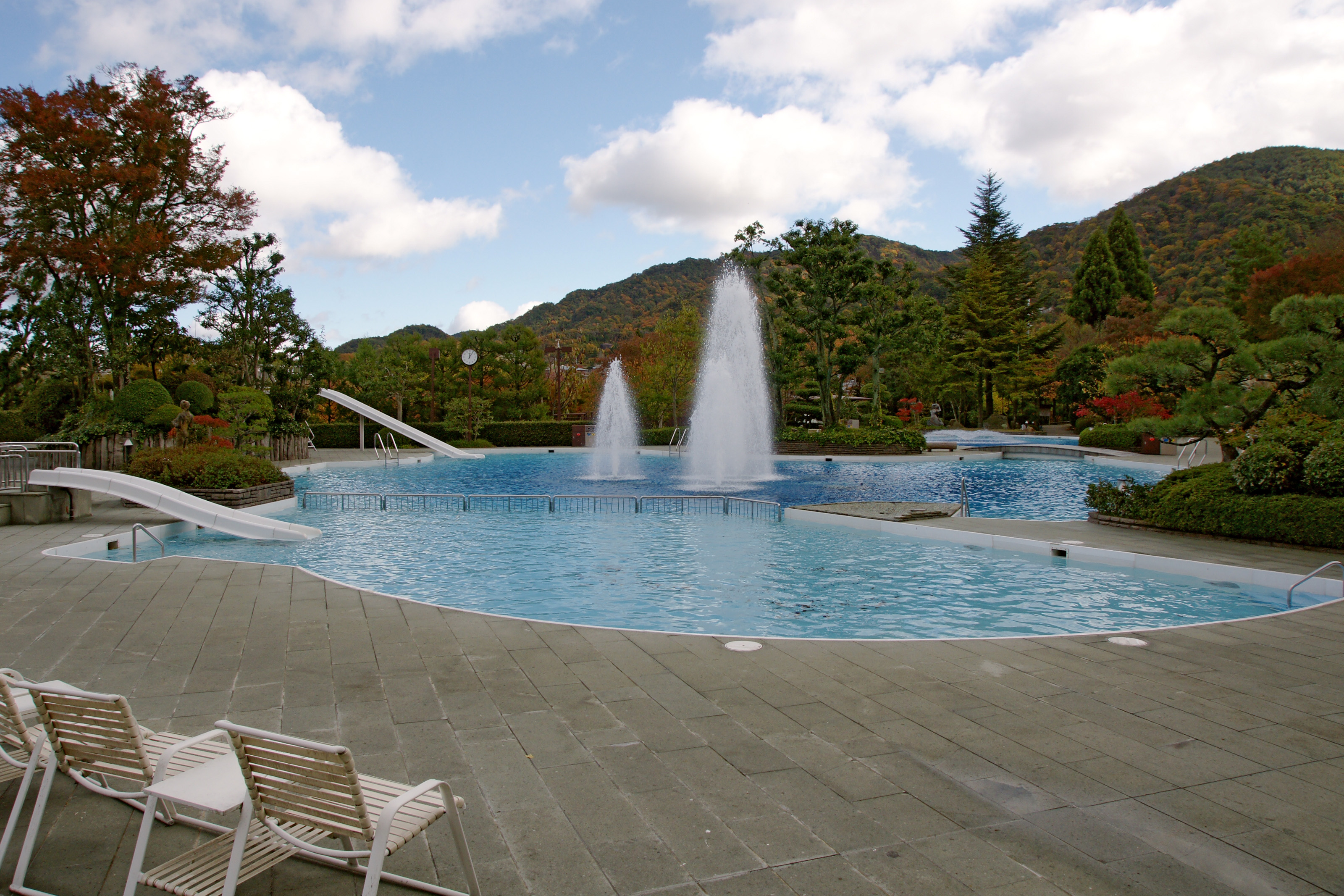
ガーデンプール
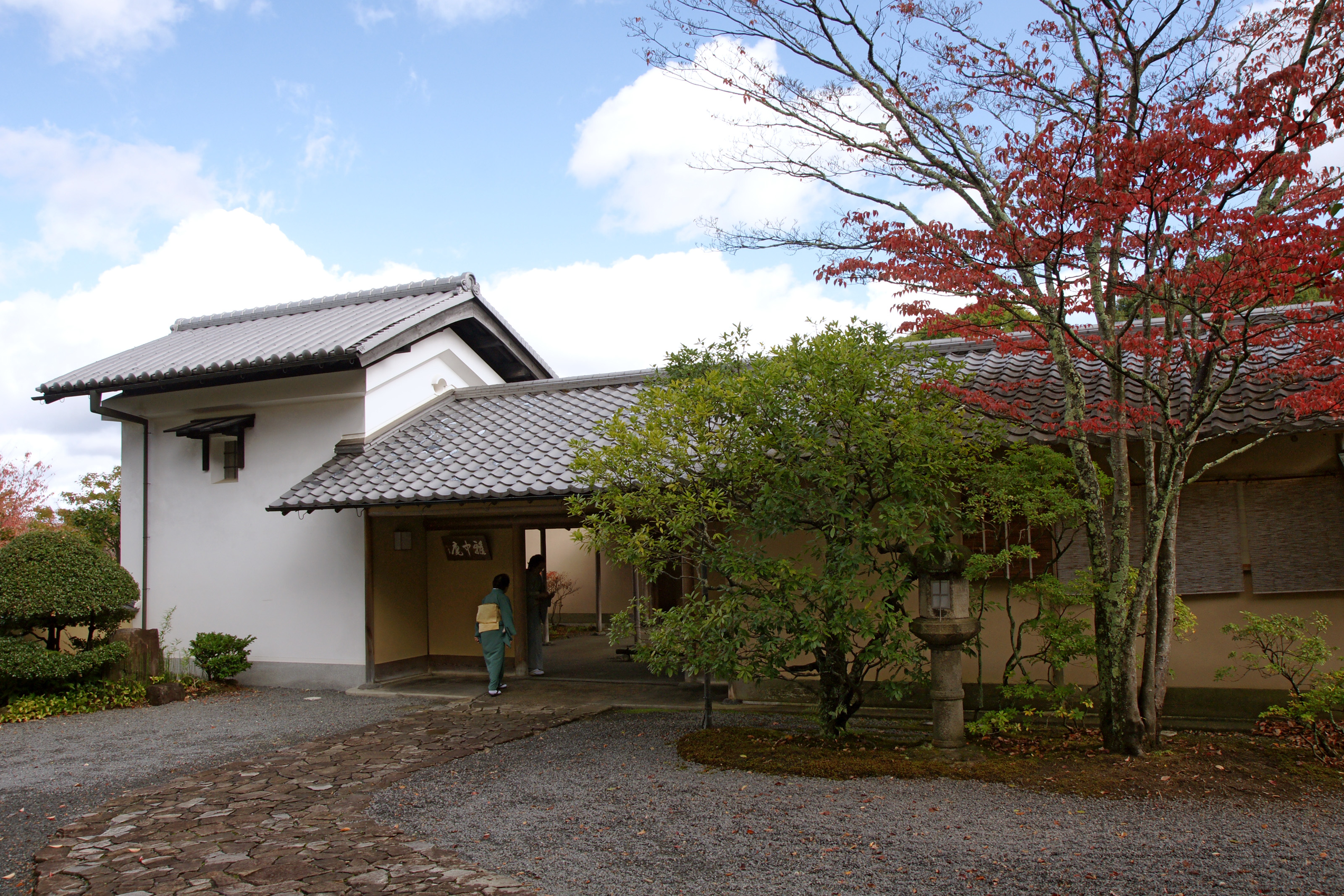
茶室「雅中庵」
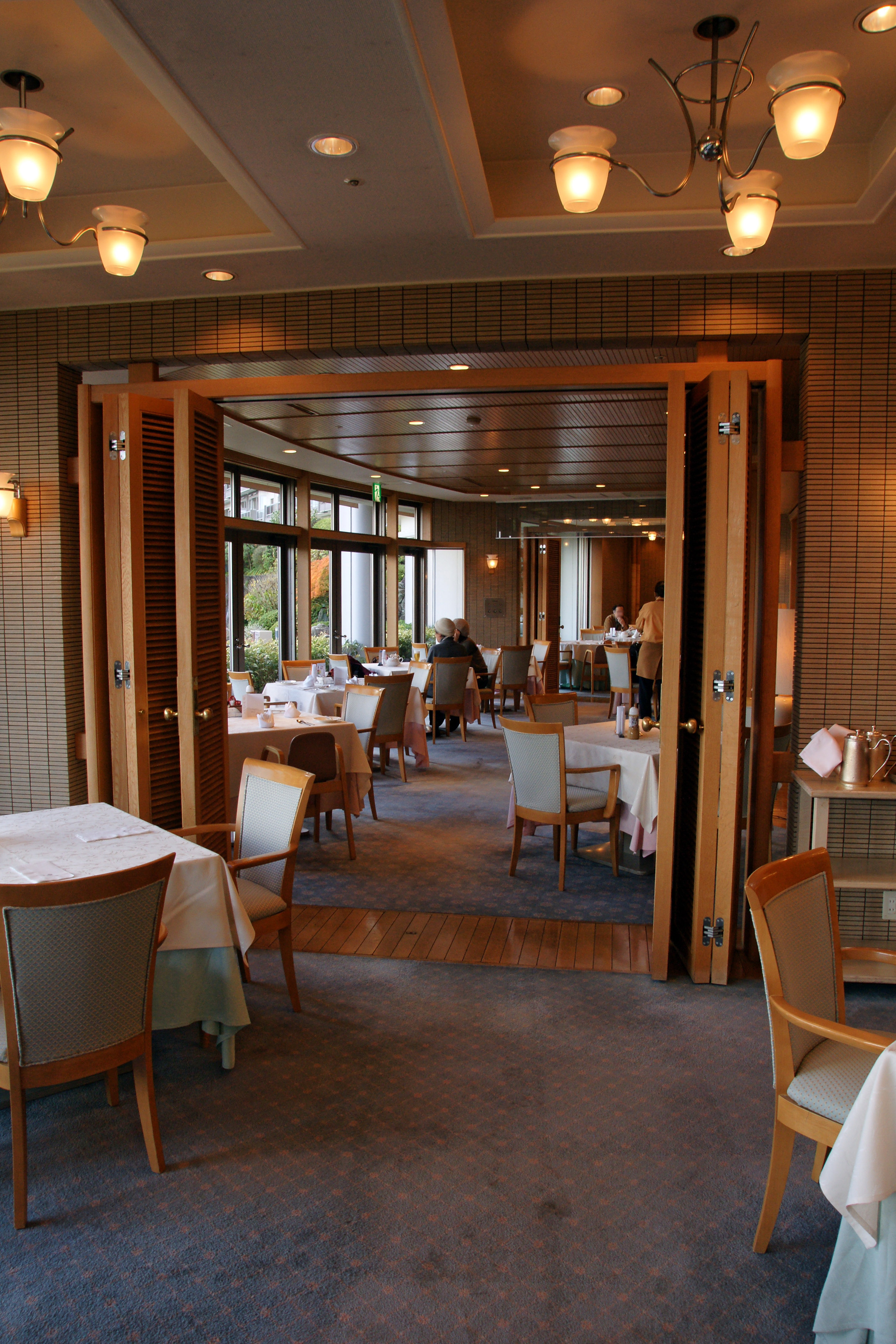
レストラン「フィオーレ」

## アクセス
- 神戸電鉄有馬線 有馬温泉駅から送迎バス（または徒歩15分）
- 六甲有馬ロープウェイ 有馬温泉駅から送迎バス